# Madison (South Dakota)
Madison ist eine Kleinstadt im Osten des US-Bundesstaats South Dakota und County Seat (Verwaltungssitz) von Lake County. Das U.S. Census Bureau hat bei der Volkszählung 2020 eine Einwohnerzahl von 6191 ermittelt.
Der Ort, der 1873 und damit vor seiner Erhebung zur Stadt County Seat des Lake County wurde, liegt zwischen zwei größeren Seen: Lake Herman im Westen und Lake Madison im Osten. Letzterer wird im Sommer ausgiebig für Wassersport genutzt. Die Umgebung ist dünn besiedelt und landwirtschaftlich geprägt. Angebaut werden vor allem Mais und Getreide.
In Madison befindet sich der Campus der Dakota State University, die für ihre Informatikstudiengänge national bekannt ist. Westlich von Madison befindet sich das Museumsdorf „Prairie Village“, welches das Leben in der Prärie um 1900 zeigt.

## Persönlichkeiten
- Charles McCallister (1903–1997), Wasserballspieler